# ريتش موراي (لاعب كرة قاعدة)
ريتش موراي (بالإنجليزية: Rich Murray)‏ هو لاعب كرة قاعدة أمريكي، ولد في 6 يوليو 1957.

## وصلات خارجية
- ريتش موراي على موقعبيزبول رفرنس.كوم (الدوري الرئيسي) (الإنجليزية)
- ريتش موراي على موقعبيزبول رفرنس.كوم (الدوري الثانوي) (الإنجليزية)